# Jorge Godoy (militar)
Jorge Omar Godoy (Mar del Plata, 17 de enero de 1946) es un militar argentino que comandó la armada de su país entre 2003 y 2011.

## Carrera militar

### Primeros años
Tras finalizar con sus estudios secundarios, Godoy ingresó a la Escuela Naval Militar en 1964, de la cual egresó en 1968 como Guardiamarina en diciembre de 1968.
Jorge Godoy se enlistó en el Cuerpo de Comando, Orientación Superficie. En sus primeros años de carrera fue destinado al buque oceanográfico ARA Capitán Cánepa en 1969, al año siguiente se lo envió al destructor ARA Santa Cruz (D-12).

### Destinos en la flota
Durante el año 1972 se perfeccionó en la Escuela Politécnica Naval, en la cual hizo un curso en Propulsión y, posteriormente, realizó cursos de Máquinas y de Operaciones. En la flota sirvió en los siguientes navíos: en 1973 en el ARA Punta Médanos (B-18), posteriormente sirvió en el aviso ARA Somellera en los años 1974 y 1975. Durante los años 1976 y 1977 sirvió en el destructor ARA Seguí (D-25), luego hizo lo mismo en la fragata ARA Libertad (Q-2) en el año 1978. En 1979 es destinado al portaaviones ARA Veinticinco de Mayo (V-2), al balizador ARA San Julián en 1981, los Destructores ARA Domecq García (D-23) en 1982 y ARA La Argentina (D-11), del cual formó parte de su plana mayor durante 1983 y 1984 Con posterioridad sirvió en el transporte ARA Bahía San Blas (B-4) en 1986 y la corbeta ARA Parker (P-44) en 1991. En 1998 fue el capitán de la Fragata Libertad.

### Destinos fuera de la flota
Sus destinos en tierra fueron: la Base Naval de Mar del Plata, ostentando el rango de Teniente de Corbeta. Allí cumplió funciones como secretario del comandante de la Fuerza de Submarinos. Luego sirvió en la Base Naval Puerto Belgrano, con el grado de Teniente de Navío, se desempeñó en el Servicio de Máquinas. En el Comando de Operaciones Navales sirvió siendo Capitán de Corbeta y Capitán de Fragata, en carácter de Jefe de la División Operaciones de Superficie y Guerra Electrónica durante los años 1987 a 1989. Fue subjefe del Comando de Transportes Navales, en 1990.
Realizó en 1985 los cursos de Comando y Estado Mayor en Escuela de Guerra Naval, con éxito también hizo en 1987 el curso de Planeamiento Militar Conjunto y en 1990 el de Dirección y Administración, todos en la misma institución antes mencionada.
En los años 1988 y 1989 realizó el doctorado en Ciencias Políticas en la Universidad Kennedy. También llevó a cabo cursos de especialización en Administración Naviera durante el año 1990. Tiene el título de Licenciado en Sistemas Navales.
El entonces Capitán de Fragata Jorge Omar Godoy fue designado para desempeñarse como Jefe del Departamento Máquinas en la Comisión Naval Argentina en Europa, en Bonn, Alemania, durante los años 1992 y 1993.
Accedió a la jerarquía de Capitán de Navío en diciembre de 1993, y, durante 1994, realizó exitosamente el Curso Superior de Estrategia para las Fuerzas Armadas. Estuvo a cargo de la Jefatura del Departamento Logística, ya como Oficial Superior, en el año 1995. Fue delegado de la Armada ante el Congreso de la Nación Argentina, entre 1996 y 1997. Dos años más tarde fue Jefe de Mantenimiento y Arsenales de la Armada y a finales de ese año fue promovido a Contralmirante. Durante el año 2000 ejerció la Dirección General de Material Naval. El año 2000 lo encontró a Jorge Godoy a cargo de la  Dirección de Técnica Superior, mientras que desde 2001 hasta finales de 2002 estuvo prestando servicios como Subsecretario de Relaciones Institucionales, bajo la órbita de la Secretaría General Naval.
Asumió los cargos de Comandante del Área Naval Austral y Jefe de la Base Naval Ushuaia Almirante Berisso el 16 de diciembre de 2002.
El 27 de mayo de 2003 es promovido a Vicealmirante y el 6 de junio de ese mismo año a Almirante, tras ser nombrado Jefe del Estado Mayor General de la Armada por el recientemente asumido presidente Néstor Carlos Kirchner.

## Polémica por su desempeño durante el Proceso de Reorganización Nacional
Según el Partido de los Trabajadores Socialistas el exdetenido desaparecido en la ESMA Enrique Fukman afirmó: «el actual jefe de la Armada, Godoy, en 1977 estuvo asignado en el centro clandestino de Mar del Plata, de donde era Astiz. Godoy sabe perfectamente bien qué pasó con los compañeros que pasaron por ahí. Habría que preguntarle a Godoy, qué pasó con Cecilia Viñas que estuvo en la ESMA y después fue llevada a la base de Mar del Plata.» En la Base Naval Mar del Plata —donde estuvo asignado Godoy— funcionó un centro clandestino de detención, desde diciembre de 1975 a 1983, en los edificios pertenecientes a la Agrupación de Buzos Tácticos. Se denuncia que allí más de 200 personas estuvieron detenidas, la mayoría de las cuales continúan desaparecidas o fueron asesinadas.

## Retiro
Su pase a retiro se produjo el 22 de diciembre de 2011 tras una acusación de realizar espionaje interno estando a cargo de la base naval Almirante Zar en Trelew.
Su reemplazante fue el Subjefe del Estado Mayor General de la Armada, el Vicealmirante Carlos Alberto Paz, quien juró como nuevo titular el 27 de diciembre de 2011.

## Condecoraciones y distintivos
Durante su carrera Jorge Godoy ha recibido las siguientes condecoraciones y distintivos:
- Distintivo Cuerpo de Comando - Orientación Superficie (Escuela Naval Militar)
- Curso de Comando y Estado Mayor (Escuela de Guerra Naval)
- Curso de Planeamiento Militar Conjunto (Escuela de Guerra Naval)
- Curso de Dirección y Administración (Escuela de Guerra Naval)
- Orden del Mérito Naval en el grado de “Comendador”, septiembre de 2003, por el Comandante en Jefe de la Armada de la República de Chile, Almirante D. Miguel Ángel Vergara Villalobos;
- Orden al Mérito Naval en el grado de “Gran Oficial”, 2003, por el presidente de la República Federativa del Brasil;
- Legión al Mérito en el grado de “Comandante”, octubre de 2004, por el Gobierno de los Estados Unidos de América;
- Orden al Mérito Naval en su 1.ª. Clase, noviembre de 2004, por el presidente de la República Bolivariana de Venezuela;
- Orden Cruz Peruana al Mérito Naval en el grado de “Gran Cruz”, diciembre de 2004, por la Marina de Guerra de la República del Perú;
- Orden al Mérito de la República Italiana en el grado de “Gran Oficial”, abril de 2005, por el presidente de la República Italiana;
- Orden al Mérito Naval en el grado de “Gran Cruz”, abril de 2006, por el Comandante en Jefe de las Fuerzas Armadas de la República de Bolivia;
- Medalla Naval Almirante Sebastián Francisco de Miranda, agosto de 2006, por el comandante general de la Armada de la República Bolivariana de Venezuela;
- “Medalla Amistad, Defensa y Honor”, octubre de 2006, otorgada por el ministro de Defensa de la República de Nicaragua;
- Officier de la Legión de Honor, octubre de 2006, por el presidente de la República Francesa;
- Medalla Teniente Fariña, septiembre de 2007, por el presidente de la República del Paraguay;
- Medalla “15 de noviembre de 1817”, octubre de 2007, por el Comandante en Jefe de la Armada de la República Oriental del Uruguay.